# Ancelle dell'Immacolata (Capua)
Le ancelle dell'Immacolata sono un istituto religioso femminile di diritto pontificio: le suore di questa congregazione pospongono al loro nome la sigla S.A.I.

## I primi tempi
Nel 1872, il sacerdote Donato Giannotti, già fondatore di un orfanotrofio per ragazzi, cominciò ad accogliere bambine orfane, in una casa presa in affitto a Santa Maria Capua Vetere. Col passare degli anni alcune fanciulle dell'orfanotrofio, raggiunta la maggiore età, insieme ad alcune coetanee, decidono di intraprendere, sotto la guida del Giannotti, un cammino spirituale che le porterà alla consacrazione. Inizia, così, quello che sarà il "Pio Ritiro delle ancelle di Maria Immacolata" le orfanelle vivono in comune con le religiose che seguono una regola non ancora definita, ma ispirata da padre Giannotti.
Nel 1879 le ancelle di Maria Immacolata si iscrivono al Terz'ordine francescano. Si delineano, così, le tre caratteristiche proprie della futura congregazione:
- la povertà, secondo lo spirito francescano,
- la consacrazione a Maria, madre di Gesù,
- il servizio alle bambine orfane.

Le religiose si dedicavano alla confezione di biancheria e fiori artificiali, al ricamo, alla tessitura di cotone.
Nel 1899, entra a far parte della comunità Virginia Arena nobile casertana, che diverrà la prima Superiora generale ed è riconosciuta come cofondatrice delle ancelle dell'immacolata.

## La fondazione
Nel 1925 alcune ancelle furono inviate per servire nella mensa del seminario di Capua. Ciò comportò la necessaria dispensa dall'obbligo di clausura. Nel 1928 le ancelle fondano una casa a Vitulazio (Caserta), dove aprono un asilo e un laboratorio di taglio, cucito e ricamo. Nel 1930 fondano a Pietramelara (Caserta) un ritiro per anziane. Nei decenni successivi fondano alcuni conventi in varie regioni italiane, che oggi ammontano, complessivamente a 22.
Nel 1938 si è avuta l'approvazione definitiva delle Costituzioni, con decreto dell'arcivescovo di Capua e, nel 1947 l'approvazione pontificia delle stesse Costituzioni.
Nel 1987, le ancelle iniziano l'attività missionaria, inviando tre suore nelle Filippine. Nel 1995, altre suore furono inviate in Brasile. In queste nazioni le ancelle gestiscono due case religiose, con annesse opere assistenziali per l'infanzia.
Al 31 dicembre 2005, la congregazione contava 159 religiose in 19 case.